# Kepler-20
Désignations
Kepler-20 est une étoile de la Voie lactée, semblable au Soleil et située à environ ∼ 929 a.l. (∼ 285 pc) du Système solaire dans la constellation de la Lyre. Cette naine jaune de type spectral G5V est un peu plus petite et plus froide que le Soleil mais de métallicité équivalente et sensiblement plus âgée.
Elle possède un système planétaire d'au moins six exoplanètes. Les cinq premières (b à f) sont détectées courant 2011 par le télescope spatial Kepler grâce à leurs transits devant leur étoile parente ; la sixième (g) est découverte par vitesses radiales grâce à HARPS-N et HIRES.

## Structure du système
| Planète                          | Masse (M⊕)       | Rayon (R⊕) | Diamètre (km) | Demi-grand axe (ua) | Période orbitale (j) | Masse volumique (g/cm3) |
| -------------------------------- | ---------------- | ---------- | ------------- | ------------------- | -------------------- | ----------------------- |
|                                  |                  |            |               |                     |                      |                         |
| Kepler-20 b                      | ~ 8,7            | ~ 1,91     |               | ~ 0,04537           | ~ 3,6961219          | ~ 6,5                   |
| Kepler-20 e                      | 0,39 à 1,67      | ~ 0,868    | 11 100,       | ~ 0,0507            | ~ 6,098493           | ?                       |
| Kepler-20 c                      | ~ 16,1           | ~ 3,07     |               | ~ 0,0930            | ~ 10,854092          | ~ 2,91                  |
| Kepler-20 f                      | 0,66 à 3,04      | ~ 1,034    | 13 200        | ~ 0,1104            | ~ 19,57706           | ?                       |
| Kepler-20 g                      | 19,96+3,08 −3,61 | ?          | ?             | 34,940              | 0,2055               | ?                       |
| Kepler-20 d                      | < 20,1           | ~ 2,75     |               | ~ 0,3453            | ~ 77,61184           | < 4,07                  |
|                                  |                  |            |               |                     |                      |                         |
| Système planétaire de Kepler-20. |                  |            |               |                     |                      |                         |

Ce système planétaire remarquablement compact — les six exoplanètes détectées orbitent toutes avec un demi-grand axe inférieur à celui de Mercure, qui est de 0,387 UA — possède une architecture radicalement différente de celle de notre Système solaire et n'est pas sans rappeler celle du système planétaire de Kepler-11 : en effet, contrairement à notre Système solaire où les planètes telluriques et les planètes géantes gazeuses sont réparties dans deux domaines bien distincts du système (avec de plus une ceinture d'astéroïdes matérialisant la frontière entre ceux-ci), les exoplanètes de Kepler-11 et Kepler-20 semblent alterner corps de dimension tellurique et planètes vraisemblablement gazeuses sans ségrégation particulière.
C'est autour de Kepler-20 qu'ont été détectées par la méthode des transits à l'aide du télescope spatial Kepler les deux premières exoplanètes de taille et de masse comparables à celles de la Terre, Kepler-20 e et Kepler-20 f, annonce faite le 20 décembre 2011. Ces deux planètes potentiellement telluriques orbitent si près de leur étoile que leur température d'équilibre est respectivement d'environ 765 °C et 430 °C, la proximité de ces planètes avec leur étoile rendant fort probablement leur rotation synchrone.

## Membres

### Kepler-20 g
Kepler-20 g est une planète qui ne transite pas, découverte en mesurant la vitesse radiale de son étoile grâce à HARPS-N et à HIRES.